# Myiopagis viridicata
Myiopagis viridicata là một loài chim trong họ Tyrannidae.